# 그리스와 덴마크의 공주 소피아
그리스와 덴마크의 공주 소피아(그리스어: Πριγκίπισσα Σοφία της Ελλάδας και της Δανίας, 1914년 6월 26일 ~ 2001년 11월 24일)는 그리스와 덴마크의 왕족이자 그리스와 덴마크의 왕자 안드레아스와 바텐베르크 공녀 앨리스의 넷째 딸로 필립 마운트배튼의 누나이자 찰스 3세의 막내고모다.